# Suaeda occidentalis
Suaeda occidentalis är en amarantväxtart som först beskrevs av Sereno Watson, och fick sitt nu gällande namn av Sereno Watson. Suaeda occidentalis ingår i släktet saltörter, och familjen amarantväxter. Inga underarter finns listade i Catalogue of Life.